# 哈尔库
哈尔库，是爱沙尼亚西北部哈尔尤县的一个乡村型市镇。行政中心为塔巴萨卢。市镇面积为159平方公里，2021年时人口数量为15,729人，人口密度99人/平方公里。

## 行政区划
哈尔库市镇辖有两个小镇和21个村庄。